# Friedrich Martens

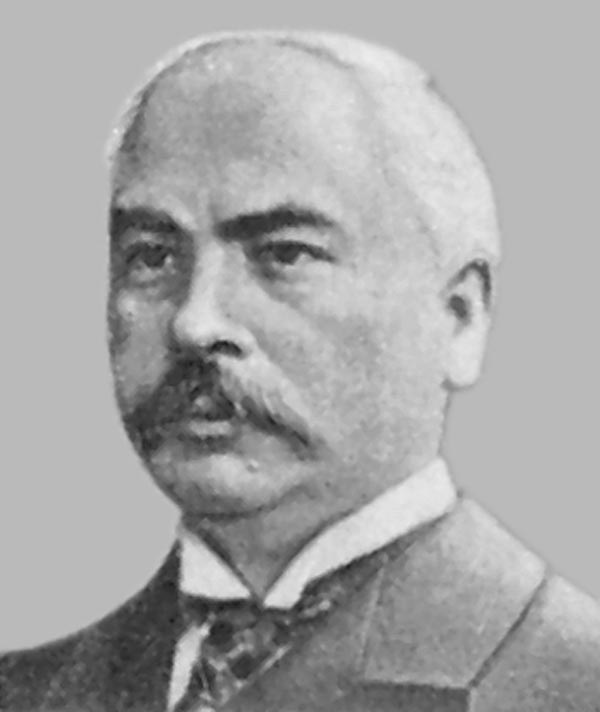
Friedrich von Martens omkring 1900.

Friedrich Fromhold von Martens, född den 27 augusti 1845 i Pernau i guvernementet Livland, död den 20 juni 1909 i Walk, var en rysk rättslärd och diplomat av balttyskt ursprung.
Martens blev professor i statsvetenskap i Sankt Petersburg 1873 och var samtidigt ständig medlem av utrikesministeriet samt var flera gånger rysk delegerad vid internationella konferenser, exempelvis vid Brysselkonferensen 1874, vartill han uppgjorde planen, och vid andra fredskonferensen i Haag 1907. Martens största betydelse ligger i den insats han gjort till främjande av en fredlig och rättslig reglering av de internationella förhållandena och den andel han otvivelaktigt haft både i de ryska initiativen till fredskonferenserna i Haag och i utarbetandet av där framlagda förslag liksom i hans arbete för skiljedomsidéns praktiska förverkligande i ett flertal tvister.
Även som folkrättsförfattare vann Martens ett berömt namn. Hans mest bekanta och till flera språk översatta arbete Das internationale Recht der zivilisierten Nationen (tysk utgåva av Carl Bergbohm, 1883–1886) utgör en systematisk framställning av den positiva folkrätten i översiktlig form, med historiska exkurser och redogörelser för belysande precedensfall. Bland hans många övriga arbeten kan nämnas dels La paix et la guerre (1891), dels Recueil des traités et conventions conclus par la Russie avec les puissances étrangères (14 band, 1874–1905). Martens nominerades flera gånger till Nobels fredspris.